# Windisch-Graetz

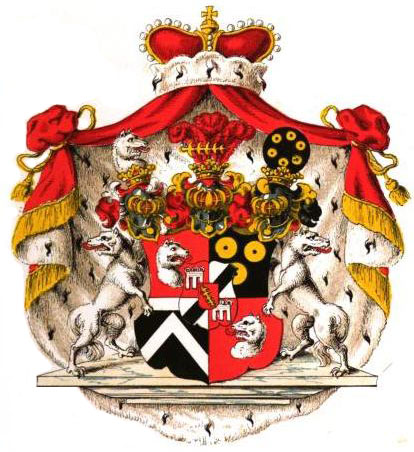
Brasão de Windisch-Graetz

A Casa de Windisch-Graetz, também grafada Windisch-Grätz, é uma família Áustriaca aristocrática, que descende de Windischgraz na Baixa Estíria (atual Slovenj Gradec, Eslovênia). A dinastia serviu a Casa de Habsburgo.